# Kannazuki no Miko
Kannazuki no Miko (神無月の巫女,, lit.  "Sacerdotisas do Mês sem Deus") é mangá criado pela dupla Kaishaku. A série começou em 2004, tendo apenas quatorze capítulos que foram publicados pela Kadokawa Shoten e na revista Shōnen Ace durante o curso de 8 meses. Um anime baseado no mangá foi exibido entre outubro de dezembro de 2004, totalizando 12 episódios. Centrado em torno de duas garotas e a relação yuri que elas partilham. Apesar da história seguir a relação das duas personagens principais, os gêneros de magical girl e mecha ajudam a proceder a história.
Um CD drama foi lançado no dia 25 de novembro de 2004 pela Geneon baseado na versão do anime.
Uma série anime que inclui vários personagens semelhantes aos de Kannazuki no Miko chamado Kyoshiro to Towa no Sora indo para o ar dia 5 de Janeiro de 2007 no Japão.

## História
Himemiya Chikane (姫宮千歌音) é a aluna perfeita: bonita, inteligente, excelente nos esportes e em música. Todos, garotas e garotos a idolatram e a reverenciam. Kurusugawa Himeko (来栖川姫子) é uma delas e elas, secretamente, são amigas. A calmaria da cidade é abalada perto do aniversário de Himemiya, quando um antigo mal, uma maldição toma a cidade. Tanto Chikane quanto Himeko são duas peças fundamentais dentro dos acontecimentos futuros, elas são aquelas que carregam os títulos das Mikos (Sacerdotisa) do Sol e da Lua. Chikane também esconde um segredo, um desejo velado, uma faca de dois gumes…

## Personagens

### Mikos
- Kurusugawa Himeko (来栖川姫子)

É a Sacerdotisa do Sol aos 16 anos. Himeko é muito tímida e inocente, confia facilmente nas pessoas e perdoa com facilidade. Desde a sua infância passa por momentos difíceis que seguem-se até a vida escolar. Souma, seu amigo de infância, faz Himeko confundir seus sentimentos por ele, mas no final do anime/mangá, descobre que na realidade, ama a Chikane, sua outra metade da concha "Kawase", como mostrado no anime. A "imagem" dela, foi utilizada em um outro animê/mangá, o nome dela é conhecida como Himiko (ひみこ), em Kyoshiro to Towa no Sora (京四郎と永遠の空), que é também feito por Kaishaku.
- Himemiya Chikane (姫宮千歌音)

A sarcedotisa da Lua, uma garota perfeita, rica, disciplinada e tem a mesma idade de Himeko. Ela tem uma grande paixão por Himeko, a sacerdotisa do sol, então, descobre que em cada reencarnação elas se apaixonaram mas uma tinha que fazer um sacrifício em relação a outra. Por conseguinte, Chikane fica desesperada com a situação e decide se juntar aos shintos do Orochi, para que a Himeko possa sobreviver ao final. (No mangá e no anime, a Chikane faz com que a Himeko perca a pureza (ou virgindade) para que ela deixe de ser Sacerdotisa do Sol). No final do mangá, a Chikane e a Himeko se reencontram, após a decisão da Himeko, que entra no quarto onde a Chikane iria ser "trancada". No final do anime, a Chikane promete a Himeko que irá encontrá-la novamente. Em ambos, anime e mangas, elas se reencontram. A "imagem" dela, foi utilizada em um outro animê, o nome dela é conhecida como Kaon (かおん), em Kyoshiro to Towa no Sora  (京四郎と永遠の空), que é também feito por Kaishaku.

### Orochis
- Tsubasa (ツバサ)

A primeira cabeça do Orochi. Na realidade, é o irmão mais velho do Souma. Desaparece após matar o próprio pai, para defender o seu irmão mais novo. Depois de alguns anos, aparece como Orochi, fazendo com que o Souma siga o destino, que é ser um Orochi.
- Irmã Miyako (ミヤコ)

A segunda cabeça do Orochi. Irmã do Girochi, e tem uma admiração por Tsubasa. Se tornou Orochi porque viu muitas pessoas mortas na guerra.
- Girochi (ギロチ)

A terceira cabeça do Orochi. É apaixonado pela beleza de Himeko, e chama-a de Hime-chan. Detesta Chikane por ela ter seios grandes.
- Korona (コロナ)

A quarta cabeça do Orochi.
- Reiko Ōta (レーコ)

A quinta cabeça do Orochi.
- Nekoko (ネココ)

A sexta cabeça do Orochi. Uma garotinha que tem orelhas e rabo de gato, e age como um, soltando alguns miados ("nyah") no meio de suas falas. Gosta de explodir coisas.
- Sōma Ōgami (大神ソウマ)

A sétima cabeça do Orochi. Irmão mais novo do Tsubasa. Tem uma grande paixão por Himeko e decide protegê-la, mesmo desobedecendo as ordens do Orochi.
- Oitavo Orochi

Desconhecido até certo ponto do anime, acaba "surgindo" como Orochi devido a uma conversa forçada que teve com Miyako.

### Outros Personagens
- Kazuki Ōgami (大神カズキ)
- Yukihito (ユキヒト)
- Otoha Kisaragi (如月乙羽)
- Makoto Saotome (早乙女マコト)

### Robôs (Mechas)
Os nomes dos Orochis vem da Mitologia japonesa.
- Takenoyasukunazuchi (嶽鑓御太刀神)

A primeira cabeça, mecha do Tsubasa.
- 'Yatsunoonokoshizuchi (八雄炬御鎚神)

A segunda cabeça, mecha da Miyako.
- Hinoashinazuchi (飛埜御脚神)

A terceira cabeça, mecha do Girochi.
- Ooubenosenaduchi (大宇邊御蟲神)

A quarta cabeça, mecha da Konona.
- Honoshuraizuchi (火殊羅御雹神)

A quinta cabeça, mecha da Reko.
- Izuharanotamazuchi (鋳都祓御霊神)

A sexta cabeça, mecha da Neneko.
- Takenoyamikaduchi (武夜御鳴神)

A sétima cabeça, mecha do Souma. A Himeko também usou quando foi para a Lua.
- Jashin Orochi (邪神オロチ)

É o robo que se juntaram todos os Orochis.
- Kenshinamanomurakumo (剣神天群雲)

O Robô que a Chikane e a Himeko (as mikos) invocam para derrotar os Orochis.

## Mangá
Os mangás de Kannazuki no Miko, escritas por grupo Kaishaku, foi o primeiro manga publicado na revista japonesa Shōnen Ace, publicado por Kadokawa Shoten, em 2004. As séries eram muito curtas, terminando em 14 capítulos.

## Anime
A serie de Kannazuki no Miko foram para o ar no Japão entre dia 2 de Outubro de 2004 e dia 15 de Dezembro de 2004, acabando a serie com o total de 12 episódios

## Músicas
Tema de Abertura
"Re-sublimity" cantado por KOTOKO
Tema de Encerramento
"Agony" cantado por KOTOKO
Outros
"Suppuration-Core cantado por KOTOKO